# Mobbning (djurbeteende)

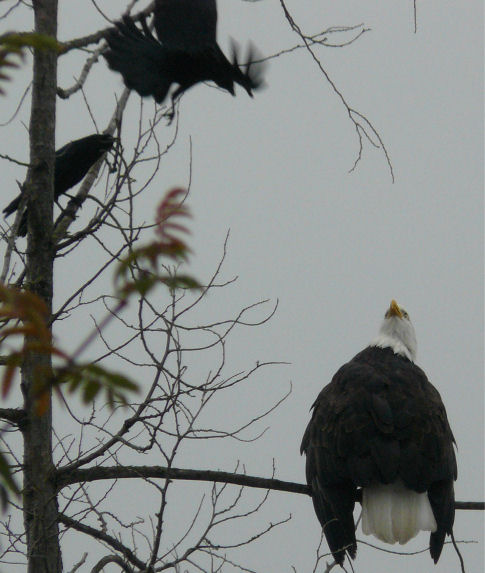
Kråkfåglar mobbar en vithövdad havsörn.

Mobbning är ett zoologisk begrepp, som främst beskriver ett försvarsbeteende när djur av en viss art attackerar eller stör en annan art, oftast för att skydda sin avkomma. En enkel definition av mobbning är att en grupp individer samlas runt en potentiellt farlig predator. Själva mobbningsbeteendet består ofta av att djuren i grupp gör upprepade utfall mot en annan art, ofta kombinerat med höga läten. Det kan röra sig om en ladusvala som mobbar en skata på marken eller i luften, måsar som mobbar en fiskgjuse, trastar som mobbar en uggla eller kråkor som mobbar en rovfågel. 
Bland vissa fågelarter används mobbning också för att få en annan fågel att släppa ifrån sig ett byte, så kallad kleptoparasitism. Exempelvis kan labbar mobba måsfåglar för att de ska släppa sitt byte, som labben sedan fångar i luften.
Mobbningsbeteende har även observerats hos däggdjur, exempelvis hos det nordamerikanska marklevande ekorrdjuret Otospermophilus beecheyi som är känt för att distrahera predatorer som skallerorm och tjursnok (Pituophis catenifer ) genom att i grupp lokalisera deras hålor och sparka sand på ormen. Denna sociala art nyttjar även olika former av varningsläten. Mobbningsbeteende förekommer även hos vissa fiskarter som blågälad solabborre som har observerats attackera vissa arter av huggsköldpaddor.
Den som först beskrev beteendet var Konrad Lorenz i hans bok "On Aggression" från 1966.